# Christian Zahn (Gewerkschafter)

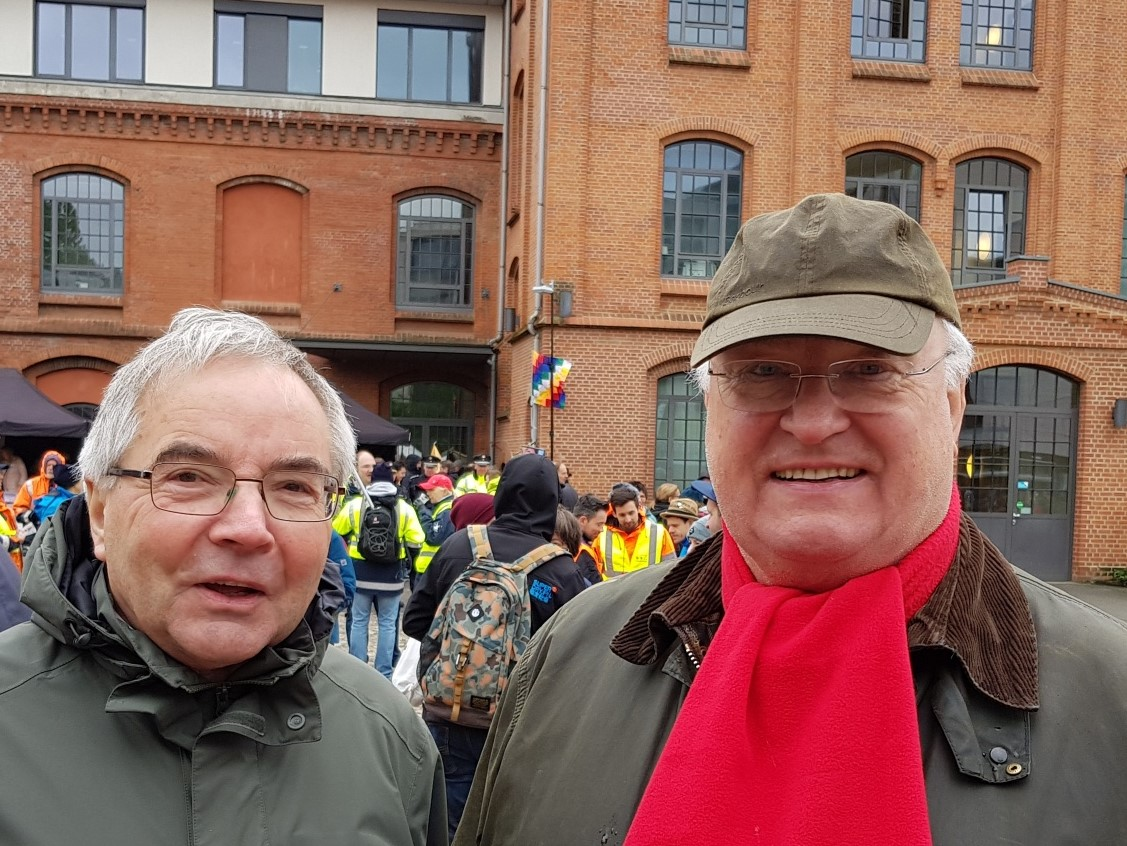
Christian Zahn (rechts) mit Günter Ploß bei der Mai-Kundgebung des DGB in Hamburg 2018

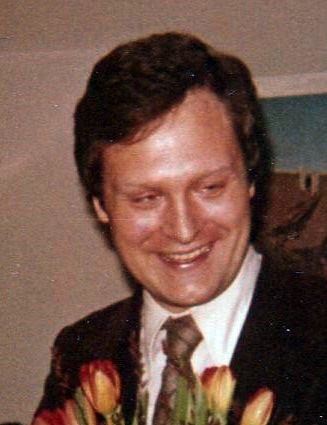
Christian Zahn um 1980

Christian Zahn (* 4. Juni 1948 in Hamburg) ist ein deutscher Gewerkschafter und Jurist.
Er gehörte dem Bundesvorstand der Deutschen Angestellten-Gewerkschaft (DAG) an und war seit dem Gründungskongress der Vereinten Dienstleistungsgewerkschaft (ver.di) bis zum Oktober 2007 Mitglied des ver.di-Bundesvorstands. Er leitete den Fachbereich Bund und Länder (FB 6). Er war bis zum Jahr 2017 Vorsitzender des Verwaltungsrates des GKV-Spitzenverbandes.

## Leben
Nach dem Abitur studierte Zahn in den Jahren 1968 bis 1975 Staats- und Rechtswissenschaften in Hamburg und Freiburg. Im Jahr 1975 legte er sein Assessorexamen ab und war bis 1989 als Rechtsanwalt tätig.

## Gewerkschaftsfunktionen
Im Jahr 1976 wurde Zahn Sekretär der Bundesrechtsabteilung und Rechtsschutzsekretär im DAG-Landesverband Hamburg. In den Jahren 1976 bis 1979 leitete er die Abteilung Mitbestimmung im Ressort Wirtschaftspolitik beim Bundesvorstand der DAG. Anschließend war er bis 1984 stellvertretender Leiter des Ressorts Wirtschaftspolitik. Von 1984 bis 1987 leitete er den DAG-Landesverband Rheinland-Pfalz/Saar. In den Jahren 1987 bis 2001 gehörte er dem Bundesvorstand der DAG an und war darin zuständig für das Ressort Öffentlicher Dienst. Er war zudem Mitglied des Beirats für Fragen der Inneren Führung. Im Jahr 2001 übernahm er auch das Ressort Sozialpolitik im Bundesvorstand. Mit der Gründung von ver.di im März 2001 wurde er in deren Bundesvorstand gewählt. Beim Bundeskongress 2003 in Berlin wurde er mit 83,4 Prozent der Stimmen wieder gewählt. Beim Bundeskongress 2007 kandidierte er nicht mehr.
Zahn war Vorstandsvorsitzender der damaligen Bundesversicherungsanstalt für Angestellte (BfA).
Er ist seit dem Jahr 1967 Mitglied der Sozialdemokratischen Partei Deutschlands.